# Famille de Noüe
 (janvier 2023).
Si vous disposez d'ouvrages ou d'articles de référence ou si vous connaissez des sites web de qualité traitant du thème abordé ici, merci de compléter l'article en donnant les références utiles à sa vérifiabilité et en les liant à la section « Notes et références ».
La famille de Noüe est une famille subsistante de la noblesse française sur preuves de 1308, originaire de Picardie. 
Elle compte parmi ses membres le missionnaire Anne de Noüe, un diplomate, des généraux, un maître d'hôtel du roi et un homme politique.

## Histoire
Régis Valette écrit que la famille de Noüe est originaire de Picardie, qu'elle appartient à la noblesse française subsistante sur preuves de 1308 et qu'elle a obtenu un titre de vicomte en 1866.

### Filiation non prouvée
Elle tire son nom de la terre et du château de Noüe, en Valois, aux portes de Villers-Cotterêts[réf. nécessaire].
En 1179, Henri, évêque de Senlis, fait réparation à Odon de Noüe, chanoine de Senlis, alors décédé, sur lequel son prédécesseur avait usurpé plusieurs biens. Réginald de Noüe paraît en 1184 dans une donation faite par Mathieu III, comte de Beaumont et Éléonore de Vermandois, en faveur de l'hôpital Saint-Michel de Crépy, fondé par eux. Simon de Noüe est témoin en 1214 et 1215 dans des donations faites par Guillaume, seigneur de Béthune.
Pierre et Jehan de Noüe sont cités comme possédant des fiefs à Crépy-en-Valois, dans un cartulaire de Philippe Auguste (1218). Hugues de Noüe figure en 1225 dans l'obituaire de Notre-Dame de Paris. Barthélemy de Noüe donne un ornement d'autel à la cathédrale de Senlis (1238).
À partir du XVIe siècle, cette famille habita les châteaux de Villers-en-Prayères ainsi que ceux de Brissay, Coucy, Romain, Chambrecy, Sucy, Guignicourt et Dhuizel.

## Personnalités
- Guillaume de Noüe (mort en 1332) maître d'hôtel de Philippe VI en 1328 ;
- Anne de Noüe (1587-1646), jésuite missionnaire, mort en odeur de sainteté[9] ;
- Armand de Noüe (mort en 1808), lieutenant général et grand-croix de Saint Louis[10]
- Valérien Charles Louis de Noüe (1799-1874), lieutenant d'artillerie, maître des requêtes au Conseil d'État, secrétaire général et siège au conseil d'administration de la Compagnie des chemins de fer de la Méditerranée[réf. nécessaire].
- Armand de Noüe (1803-1869), général de division de cavalerie[réf. nécessaire].
- Léon Valérien de La Granche de Noüe (1805-1885), général de division et grand officier de la Légion d'honneur ;
- Armand de Noüe (1838-1908), commandeur de la Légion d'honneur, général de brigade, ESM Saint-Cyr (promotion du Céleste Empire)[11].
- Jehan de Noüe (1907-1999), premier chef du protocole des Nations-Unies de 1946 à 1962, représentant de l'ordre souverain de Malte en Suisse[12].

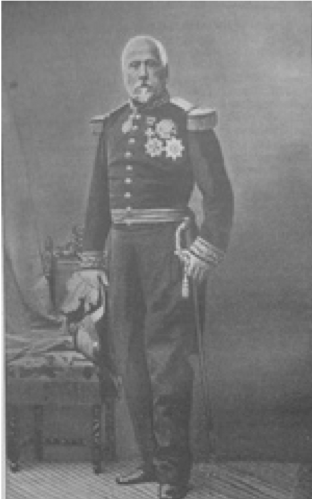
Léon Valérien de Noüe (1805-1885)
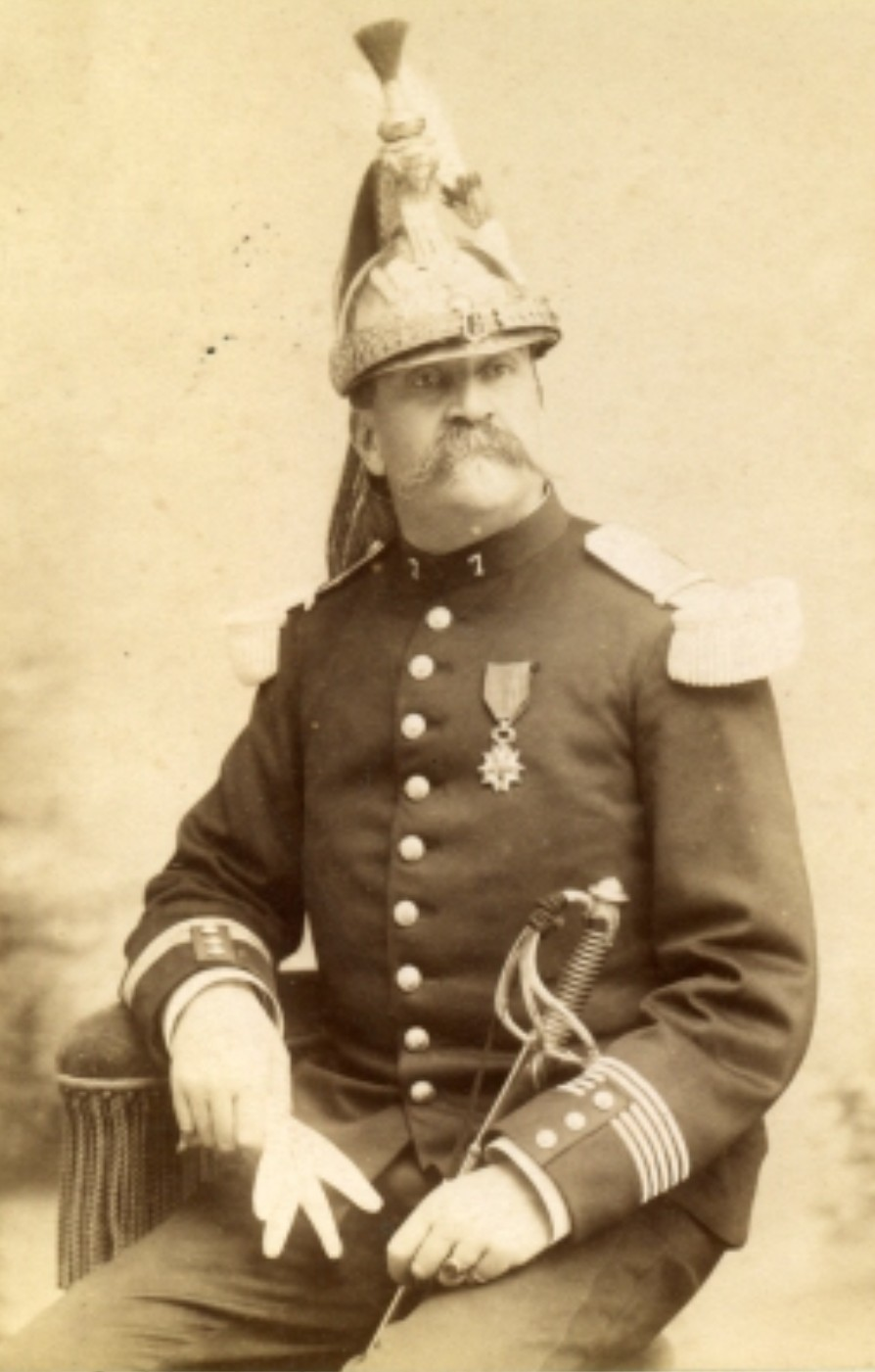
Armand de Noüe (1848-1908)
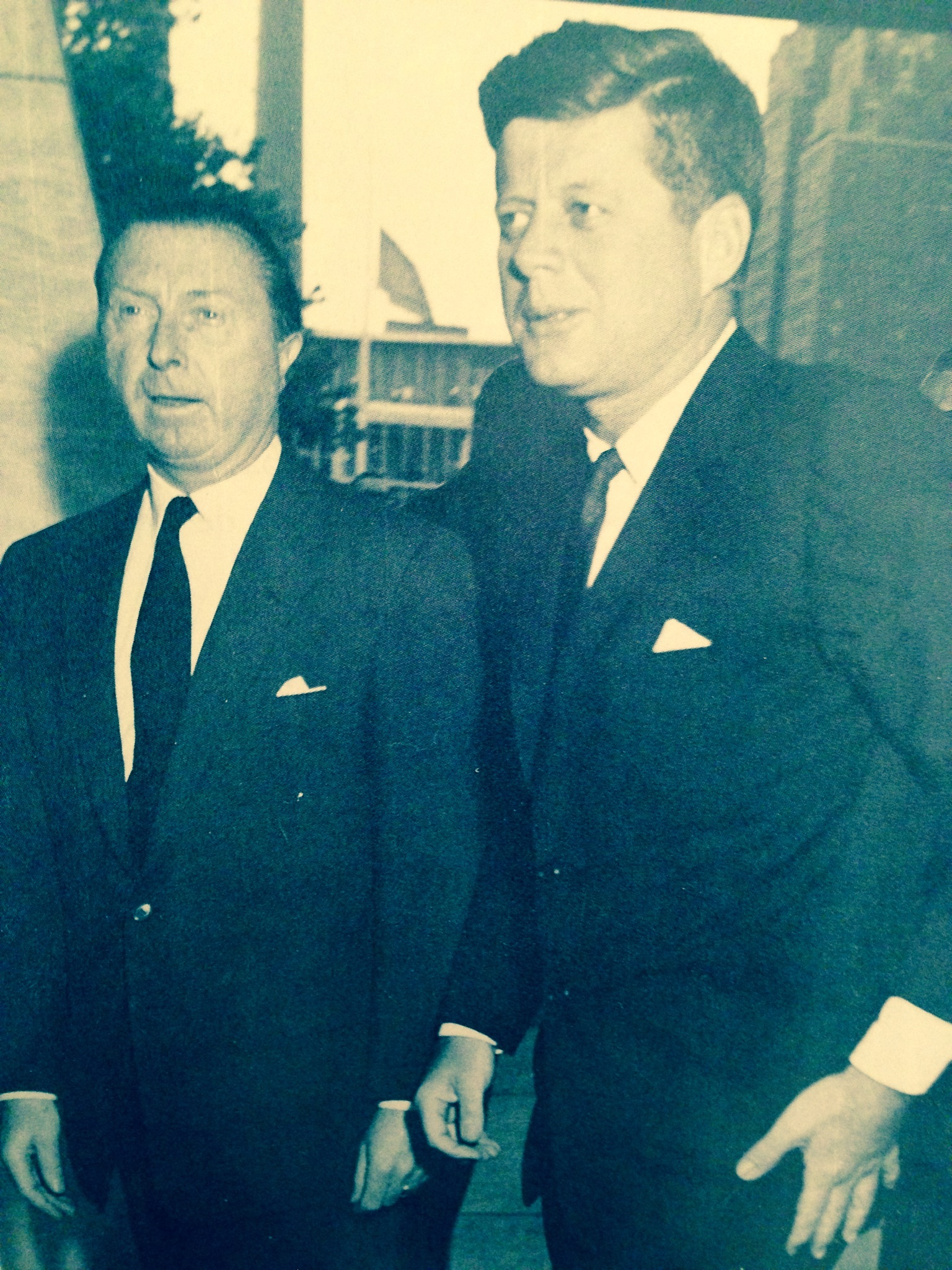
Le chef du protocole, Jehan de Noüe, accueille le président John F. Kennedy en visite au siège des Nations unies le 25 septembre 1960.

## Titres
Cette famille porte les titres de courtoisie suivants : 
- marquis de la Granche[réf. nécessaire]
- comte et vicomte de Noüe[réf. nécessaire]
- vicomte de Boursonne, de Courtieux, de Romain, de Chambrecy et de Suzy[réf. nécessaire].

Titre régulier : vicomte (1866)

## Possessions
Cette famille a possédé les fiefs de Noüe, Silly, Boursonne, Courtieux, Bourneville, Plessis-aux-Bois, Ormoy-le-Davien, en Valois, Billemont, Lonnery, Voulciennes, Levignen, Autheuil, Valmoise, Brissy, Hermenonville, Montigny, Villeneuve-sous-Dammartin, Romain, Beaunay-en-Brie, Villers-en-Prayères, du fief de Soubray, Fraye, Noreville, Colligis, Viry, Courlandon, Bailleux, Dhuizel, Missy-aux-Bois, Fayault, du fief de Fussigny, Beauvais, Marne-la-Maison, Saint-Martin, Saint-Rémi, Nozay, Cuy-sur-Marne, Loisy-sur-Marne, Couvrot, Vaulx en Perthois, Courmas, Virmeulle, Vouzy, Coucy, en partie, Guignicourt, Chambrecy, la Malmaison, Vantheuil, Villers-en-Tardenois, en partie, Sebacourt, Beaurieux, Merval, en partie, Revillon, Barbonval, Serval, du fief de fillieux, Cermoise, Brissay, Longavesnes, Hervilly, Corbon, Condé, Vendresse, Susy.[réf. nécessaire]

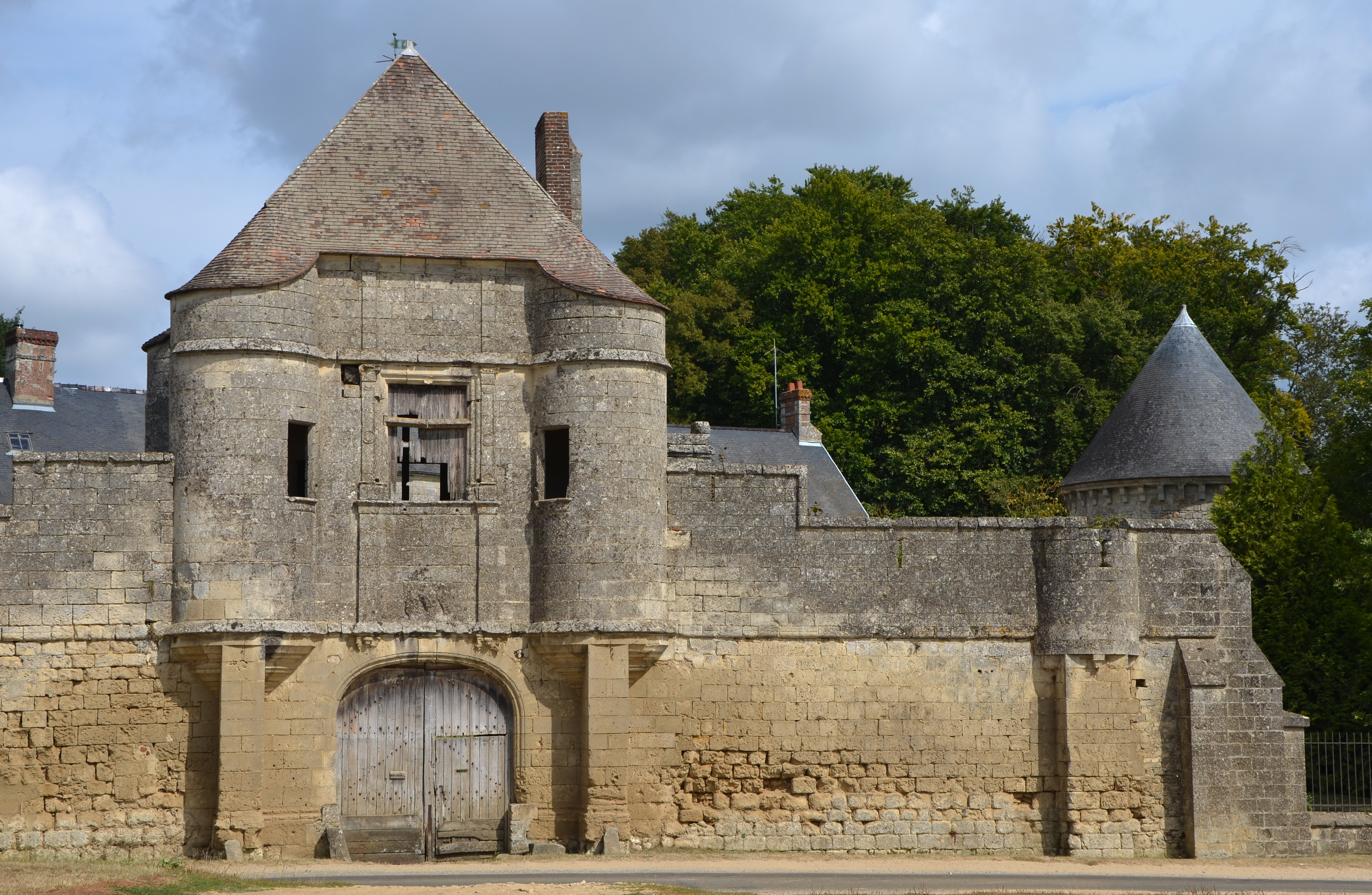
Enceinte fortifiée du château de Noüe à Villers-Cotterets
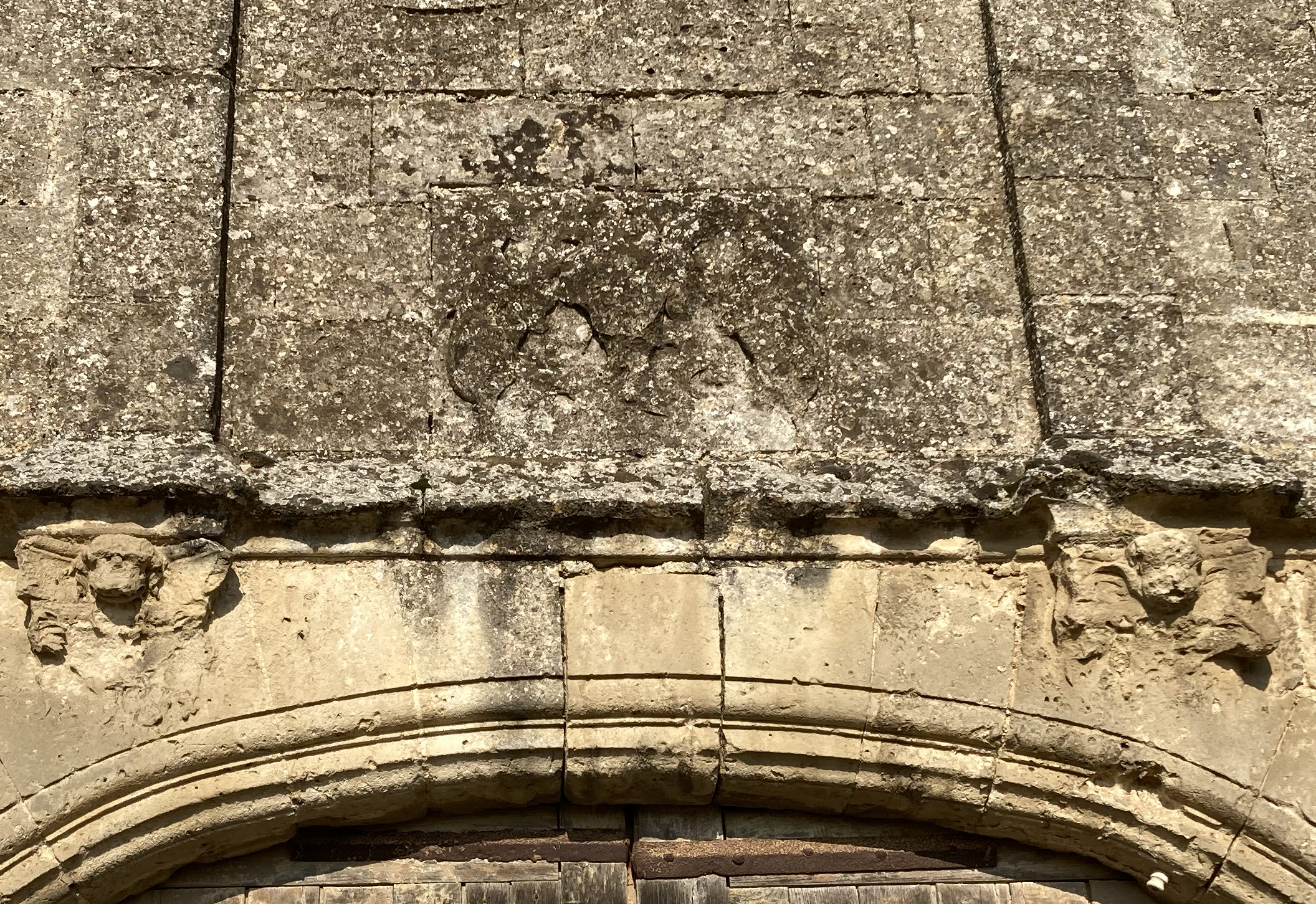
Armes de Noüe effacées, entrée du donjon carré

## Postérité
Une rue a été nommée en l'honneur d'Anne de Noüe dans l'ancienne ville de Sainte-Foy, en 1962, maintenant présente dans la ville fusionnée de Québec